# Character song
Character song (також Image song) — пісня з синглу чи альбому (character album або image album) випущеного для аніме, гри, дорами, манґи тощо, що зазвичай виконується сейю якогось із персонажів від його імені. Вони здебільшого передають характер персонажа. Інколи ці пісні фігурують в самому аніме, як, наприклад, у Kyōran Kazoku Nikki, де кожний з головних персонажів виконує свою пісню в ендингу серії. Інший приклад — Prince of Tennis, де в серіях OVA опенінги та ендінги виконуються персонажами аніме.
«Character song» притаманні не тільки протагоністам. Антагоністи та злодії (наприклад, Сосуке Айзен) теж можуть мати власні пісні.
Першим альбомом з «Character song» з аніме, що зайняв №1 у японських тижневих чартах Oricon став Hōkago Tea Time (яп. 放課後ティータイム, Чаювання після школи) у 2009 році, 67 000 копій якого було продано у перший тиждень після виходу. Пісні виконували персонажі K-On!. Згодом, персонажі K-On! стали першою групою виконавців «Character song», чия пісня зайняла перше місце чартів Oricon серед синглів у 2010, зі вступною піснею другого сезону серіалу, "Go! Go! Maniac!". За перший тиждень продажі склали 83 000 копій.

## Версія персонажа
Є подібний вид пісень, де різні сейю персонажів переспівують пісні з аніме. Один із найвідоміших прикладів — різні версії пісень Neon Genesis Evangelion, переспівані сейю Рей Аянамі, Аска Ленґлі Сорю та Кацураґі Місато. Вони зазвичай у назві мають відповідну приписку (наприклад "Cruel Angel's Thesis, Ayanami Version").